# Алфред Шютц
Алфред Шютц (на немски: Alfred Schütz) е австрийски философ и социолог, работил дълго време и в Съединените щати.
Роден е на 13 април 1899 година във Виена в заможно еврейско семейство. През Първата световна война служи като полеви офицер на Италианския фронт. Завършва право във Виенския университет, след което работи като юрист в банковия сектор. През този период, силно повлиян от Едмунд Хусерл, публикува първите си книги в областта на феноменологията. След Аншлуса от 1938 година емигрира в Съединените щати, където от 1943 година преподава в университета „Ню Скул“, утвърждавайки се като един от основоположниците на феноменологичната социология.
Алфред Шютц умира на 20 май 1959 година в Ню Йорк.
- Шютц А., Чужденецът, /Пр. Кольо Коев/, София: ЛИК, 1999, ISBN 954-607-238-9
- Шютц А., Смисловото изграждане на социалния свят: въведение в разбиращата социология/ Der innhafte Aufbau der sozialen Welt прев. Кольо Коев/, София: ИК Критика и хуманизъм, 2010 ISBN 978-954-587-152-8